# Tonkawan
Tonkawan, porodica indijanskih jezika iz južnog Teksasa koja je dobila ime po plemenu Tonkawa, a obuhvaća još nekoliko manjih sateliskih plemena, među kojima su najznačajniji: Mayeye, Ervipiame i Yojuane, te manjih plemena Cava, Cantona, Coyabegux, Emet, Sana, Tetzino, Toho, Tohaha, Tucara, Tusolivi, Tenu [?], Yprande [?], Quiutcanuaha, Tishin, Ujuiap, Nonapho, Sijame, Simaomo, i možda još koje. Ostaci Tonkawa danas žive u Oklahomi, te nešto u Teksasu pod vlastitim plemenskim imenom Tickanwatic. 
Prije se porodica tonkawann klasificirala u veliku, danas nepriznatu porodicu Hokan-Siouan, unutar koje se vodila kao jedna od skupina porodice Hokan. Danas se klasificira velikoj porodici Macro-Algonquian.

## Vanjske poveznice
- Tonkawan Family
- Tonkawan Tribes  Arhivirana inačica izvorne stranice od 26. lipnja 2007. (Wayback Machine)